# Floss
Ne doit pas être confondu avec Free/Libre Open Source Software ou Floß.

Floss.

Le floss (« fil dentaire ») est un mouvement de danse urbaine dans lequel une personne balance ses bras, les poings serrés, alternativement devant puis derrière son corps dans un mouvement de balancier.
À la fin de l'année 2017, ce mouvement gagne en popularité par l'intermédiaire du jeu vidéo Fortnite Battle Royale.